# Donald Moffat
Donald Moffat (* 26. Dezember 1930 in Plymouth, Devon; † 20. Dezember 2018 in Sleepy Hollow, New York) war ein US-amerikanischer Schauspieler britischer Herkunft.

## Leben und Karriere
Moffat war das einzige Kind von Kathleen Mary (geborene Smith) und Walter George Moffat, der als Versicherungsvertreter arbeitete. Seine Eltern betrieben eine Gästepension in Totnes. Seinen Schulabschluss machte er an der King-Edward-VI-Schule, später diente er im National Service und in der Britischen Armee. An der Royal Academy of Dramatic Art in London nahm er Schauspielunterricht.
Moffat begann seine Karriere als Theaterschauspieler in London und New York. Sein Debüt gab er im Old Vic Theatre in London. Er wurde Mitglied der APA (The Association of Producing Artists). 1967 wurde er für den Tony Award als bester Bühnenschauspieler nominiert. Er wurde für den Drama Desk Award nominiert und gewann den Obie Award für Painting Churches.
In Das Kartell stellte er in einer seiner bekanntesten Rollen den US-Präsidenten dar. Er spielte auch in mehreren TV-Produktionen, z. B. Logan’s Run, The West Wing – Im Zentrum der Macht, Dr. Quinn – Ärztin aus Leidenschaft und Tales of the City. Er trat auch in zahlreichen Broadway- und Off-Broadway-Stücken auf, z. B. in A Few Stout Individuals von John Guare (als Ulysses S. Grant), in Painting Churches, The Heiress, Der Kirschgarten, Viel Lärm um nichts, The School for Scandal, The Affair und Hamlet.
Moffat starb im Dezember 2018, sechs Tage  vor seinem 88. Geburtstag in Sleepy Hollow.

## Filmografie (Auswahl)
- 1956: Panzerschiff Graf Spee (The Battle of the River Plate)
- 1968: Die Liebe eines Sommers (Rachel, Rachel)
- 1972: Der große Minnesota-Überfall (The Great Northfield Minnesota Raid)
- 1973: Die Geier warten schon (Showdown)
- 1974: Erdbeben (Earthquake)
- 1974: Der Killer im Kopf (The Terminal Man)
- 1977: Eleanor and Franklin: The White House Years
- 1977–1978: Logan’s Run (Fernsehserie, 14 Folgen)
- 1978: Tartuffe
- 1980: Der lange Treck (The Chisholms)
- 1980: On the Nickel
- 1980: Popeye – Der Seemann mit dem harten Schlag (Popeye)
- 1980: In den langen Sommertagen (The Long Days of Summer)
- 1982: Das Ding aus einer anderen Welt (The Thing)
- 1982–1983: Dallas (Fernsehserie, 3 Folgen)
- 1983: Der Stoff, aus dem die Helden sind (The Right Stuff)
- 1985: Mord ist ihr Hobby (Murder, She Wrote, Fernsehserie, eine Folge)
- 1986: Rocket Man (The Best of Times)
- 1986: Überfall im Wandschrank (Monster in the Closet)
- 1988: Agent ohne Namen (The Bourne Identity)
- 1988: Die unerträgliche Leichtigkeit des Seins (The Unbearable Lightness of Being)
- 1989: Music Box – Die ganze Wahrheit (Music Box)
- 1990: Fegefeuer der Eitelkeiten (The Bonfire of the Vanities)
- 1991: Das Gesetz der Macht (Class Action)
- 1991: In Sachen Henry (Regarding Henry)
- 1992: Housesitter – Lügen haben schöne Beine (HouseSitter)
- 1992: Columbo: Bluthochzeit (No Time to Die)
- 1993: Stadtgeschichten (Tales of the City, Fernsehserie, 6 Folgen)
- 1994: Das Kartell (Clear and Present Danger)
- 1994: Schneesturm im Paradies (Trapped in Paradise)
- 1996: Jahre der Zärtlichkeit – Die Geschichte geht weiter (The Evening Star)
- 1999: Cookie’s Fortune – Aufruhr in Holly Springs (Cookie’s Fortune)
- 2001: 61*
- 2003: The West Wing – Im Zentrum der Macht (The West Wing, Episode 4x13 Der lange Abschied (The Long Goodbye))